# Саката, Кадзуто
Кадзуто Саката (яп. 坂田 和人; род. 15 августа 1966, Кото, Токио, Япония) — бывший японский мотогонщик, двукратный чемпион мира по шоссейно-кольцевым мотогонкам MotoGP в классе 125 сс (1994 и 1998), первый чемпион мира в классе 125сс с Японии.

## Биография
После победы в чемпионате Японии по шоссейно-кольцевым мотогонкам в классе 125сс в 1990 году, Кадзуто Саката дебютировал в чемпионате мира MotoGP в относительно позднем возрасте (25 лет) в 1991 году, выступая на мотоцикле Honda RS125 в классе 125cc. Самым высоким результатом стало второе место в последнем Гран-При сезона в Малайзии. В общем зачете Саката занял 13-е место, набрав 55 очков.
В следующем сезоне Казуто набрал 42 очка, заняв 11-е место.
Сезон 1993 года был прорывом для японца: он выиграл два Гран-При (Испании и Чехии) и был вторым в общем зачете позади немца Дирка Родиса, его партнера по команде. Первые семь этапов Казуто Саката завершил на подиуме, установив этим своеобразный рекорд, который продержался 20 лет: лишь в сезоне 2013 его смогли превзойти испанцы Маверик Виньялес и Луис Салом.
В следующем году Саката сменил команду, перейдя в «Semprucci-Aprilia». Там он получил в свое распоряжение мотоцикл Aprilia RS 125 R. Такие изменения привели японцы до успеха: он выиграл три Гран-При (Австралии, а впоследствии в Испании и Чехии, на двух его любимых трассах), всего 8 раз поднимался на подиум, набрал 224 очка и впервые в своей карьере стал чемпионом мира.
В 1995 году Казуто Саката снова выиграл Гран-При Чехии, добавил к нему еще победу в Великой Британии, и, набрав 140 очков, финишировал в сезоне на втором месте, вслед за своим земляком Харутикой Аоки.
В двух следующих сезонах Казуто продемонстрировал худшие результаты, заняв в 1996 году 8-е место, а в 1997 — 4-е.
Сезон 1998 года вновь стал чемпионским для Сакаты. Победив на четырех этапах: в Японии, Испании, Франции и Великобритании, одержав 6 подиумов и набрав 229 очков, Казуто во второй раз стал чемпионом мира в классе 125сс.
Несмотря на новые успехи, Саката остался в 125сс, перейдя в сезоне 1999 года в Honda. В сезоне японец набрал всего 56 очков, заняв 14-е место. В конце сезона Казуто Саката завершил свою спортивную карьеру.